# FCW 헤비웨이트 챔피언십

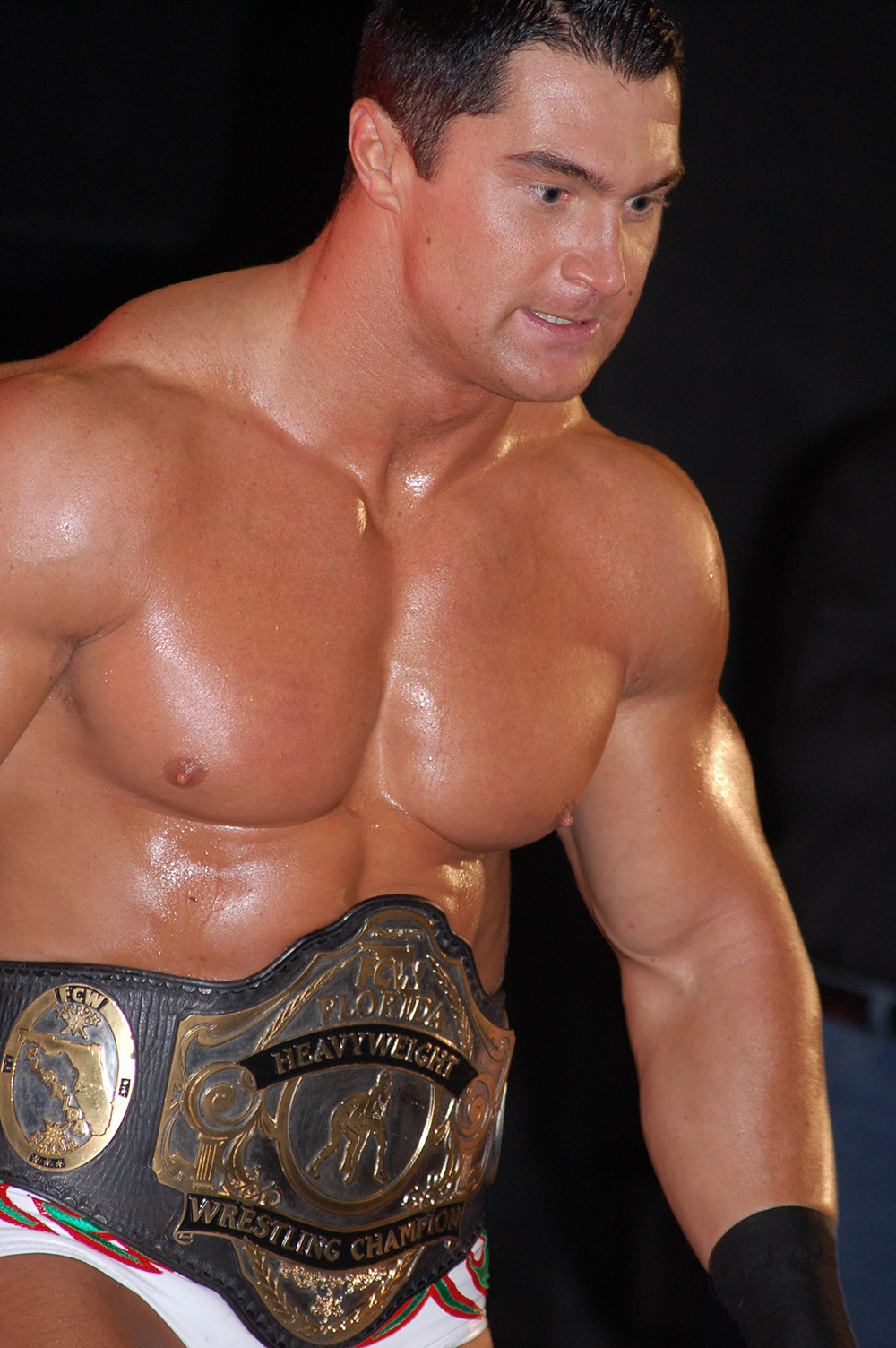

FCW 헤비웨이트 챔피언십(FCW Florida Heavyweight Championship)은 FCW를 대표하는 타이틀이다.

## 역사
2008년 2월 18일 하우스 쇼에서 잭 스웨거가 테드 디비아시 주니어를 꺽고 초대 챔피언에 등극한다. 이후 3월 22일 제이크 헤이거가 FCW 사우던 헤비웨이트 챔피언 히스 밀러를 꺽고 두 개의 타이틀을 통합한다. 2012년 8월 FCW가 NXT와 통합되면서 역사속으로 사라진다.

## 기록들
- 초대 챔피언 : 제이크 헤이거
- 마지막 챔피언 : 리치 스팀보트
- 최장수 챔피언 : 제이크 헤이거 (216일)
- 최단 기간 챔피언 : 보 로턴도 (0일)
- 최다 챔피언 : 보 로턴도 (3회)

## 역대 챔피언
- 제이크 헤이거 (초대 챔피언)
- 셰이머스
- 에릭 에스코바
- 죠 헤닉
- 드류 맥킨타이어
- 타일러 렉스
- 히스 밀러
- 저스틴 엔젤
- 알렉스 라일리
- 메이슨 라이언
- 보 로턴도
- 럭키 캐넌
- 보 로턴도
- 레오 크루거
- 세쓰 롤린스
- 릭 빅터
- 보 댈러스
- 리치 스팀보트 (마지막 챔피언)

## 같이 보기
- WWE 챔피언십
- WWE 월드 헤비웨이트 챔피언십